# Санта Луче
Санта Луче (итал. Santa Luce) је насеље у Италији у округу Пиза, региону Тоскана.
Према процени из 2011. у насељу је живело 402 становника. Насеље се налази на надморској висини од 191 м.

## Становништво
Према резултатима пописа становништва 2011. у општини је живело 1.737 становника.
| 1931. | 1936. | 1951. | 1961. | 1971. | 1981. | 1991. | 2001. | 2011. |
| ----- | ----- | ----- | ----- | ----- | ----- | ----- | ----- | ----- |
| 3.099 | 2.943 | 2.575 | 2.175 | 1.647 | 1.451 | 1.457 | 1.465 | 1.737 |